# Михайловское сельское поселение (Панинский район)
Миха́йловское се́льское поселе́ние — муниципальное образование в Панинском районе Воронежской области Российской Федерации.
Административный центр — посёлок Михайловский.

## История
Статус и границы сельского поселения установлены Законом Воронежской области от 15 октября 2004 года № 63-ОЗ «Об установлении границ, наделении соответствующим статусом, определении административных центров отдельных муниципальных образований Воронежской области».

## Население
| 2000  | 2005  | 2010  | 2012  | 2013  | 2014  | 2015  | 2016  |
| ----- | ----- | ----- | ----- | ----- | ----- | ----- | ----- |
| 1707  | ↘1447 | ↘1323 | ↘1283 | ↘1263 | ↘1215 | ↘1188 | ↘1169 |
| 2017  | 2018  |       |       |       |       |       |       |
| ↘1139 | ↘1117 |       |       |       |       |       |       |

## Состав сельского поселения
| № | Населённый пункт                      | Тип населённого пункта          | Население |
| - | ------------------------------------- | ------------------------------- | --------- |
| 1 | 5-го отделения совхоза «Михайловский» | посёлок                         | ↘63       |
| 2 | Калининский                           | посёлок                         | ↘120      |
| 3 | Михайловский                          | посёлок, административный центр | ↘675      |
| 4 | Мичуринский                           | посёлок                         | ↘258      |
| 5 | Тимирязевский                         | посёлок                         | ↘207      |